# Теряев, Сергей Владимирович
Серге́й Влади́мирович Теря́ев (род. 13 октября 1994, Курган, Россия) — российский хоккеист, защитник.

## Биография
Воспитанник курганской хоккейной школы «Зауралье». Первый тренер — Владимир Кочергин. Практически всю детскую карьеру отыграл на позиции форварда оборонительного плана. Переквалифицироваться в защитника ему пришлось, когда он попал в команду «Зауралье—2», где в тот момент был острый дефицит игроков обороны.
Первый матч в МХЛ сыграл 2 сентября 2012 года против «Атлантов». Свою первую шайбу в МХЛ забросил 19 сентября в ворота "СКА-1946". В сезоне 2013/2014 дебютировал в КХЛ за «Амур». Свой первый матч сыграл 6 сентября против «Адмирала». Всего в этом сезоне в КХЛ сыграл 24 встречи, набрав 1 очко (0+1). Также 9 встреч сыграл в МХЛ, набрав 8 очков (4+4). Первую шайбу в КХЛ забросил 10 сентября 2014 года в ворота команды «Авангард». Первую шайбу в ВХЛ забросил 11 января 2016 года в ворота команды ТХК.
24 апреля 2014 года подписал новый двухлетний контракт с «Амуром». 1 декабря 2015 года был обменян в «Салават Юлаев». В августе 2017 года разорвал контракт с уфимским клубом и подписал соглашение с клубом ВХЛ «Сокол» Красноярск, где выступал под номером 8. В 2018—2020 годах играл за «Нефтяник» Альметьевска.

## Статистика

### Клубная карьера
| 2011-12                         | «Зауралье—2» (Курган)           | РХЛ                             | 62   | 7   | 6   | 13  | 112  | —  | —  | —  | —  | —  |
| 2012-2015                       | «Амурские Тигры» (Хабаровск)    | МХЛ                             | 75   | 6   | 7   | 13  | 98   | 3  | 0  | 1  | 1  | 2  |
| 2013-2015                       | «Амур» (Хабаровск)              | КХЛ                             | 90   | 3   | 4   | 7   | 56   | —  | —  | —  | —  | —  |
| 2015-2017                       | «Торос» (Нефтекамск)            | ВХЛ                             | 68   | 6   | 19  | 25  | 54   | 19 | 1  | 3  | 4  | 4  |
| 2017—н. в.                      | «Сокол» (Красноярск)            | ВХЛ                             | 47   | 3   | 8   | 11  | 89   | 9  | 0  | 0  | 0  | 8  |
| Всего в РХЛ                     | Всего в РХЛ                     | Всего в РХЛ                     | 62   | 7   | 6   | 13  | 112  | —  | —  | —  | —  | —  |
| Всего в МХЛ                     | Всего в МХЛ                     | Всего в МХЛ                     | 78   | 6   | 8   | 14  | 100  | 3  | 0  | 1  | 1  | 2  |
| Всего в ВХЛ                     | Всего в ВХЛ                     | Всего в ВХЛ                     | 115  | 9   | 27  | 36  | 143  | 28 | 1  | 3  | 4  | 12 |
| Кубок Надежды (КХЛ) Всего в КХЛ | Кубок Надежды (КХЛ) Всего в КХЛ | Кубок Надежды (КХЛ) Всего в КХЛ | 2 92 | 0 3 | 0 4 | 0 7 | 2 58 | __ | __ | __ | __ | __ |